# 에치고토키메키 철도 니혼카이 히스이 라인
니혼카이 히스이 라인(일본어: 日本海ひすいライン)은 에치고토키메키 철도의 철도 노선이다. 일본 니가타현 이토이가와시에 위치한 이치부리역과 니가타 현 조에쓰시에 위치한 나오에쓰역을 잇는다.

## 역사
- 2015년 3월 14일: 호쿠리쿠 신칸센 나가노 ~ 가나자와 구간 연장 개통에 따라 서일본 여객철도(JR 서일본) 호쿠리쿠 본선으로부터 이관.
- 2021년 3월 13일: 에치고오시아게히스이카이간역이 영업을 개시.

## 운행 형태
기본적으로 ET122형 동차가 아이노카제토야마 철도 아이노카제토야마 철도선 도마리 ~ 나오에쓰 구간을 왕복 운행한다. 전 구간이 전철화되었으나 전동차가 아니고 내연동차로 운행한다.
통근 시간대(아침 및 저녁)에는 아이노카제토야마 철도에서 보유하는 전동차가 도야마 방면 ~ 이토이가와 구간에 운행되고 묘코 하네우마 라인에 직결 운행하는 열차가 ET122형 동차로 운행된다.
신에쓰 본선 직결 운행 열차는 2017년 3월에 폐지되었다.

## 차량
- ET122형 동차
- 아이노카제토야마 철도 521계 전동차(이치부리 ~ 이토이가와)

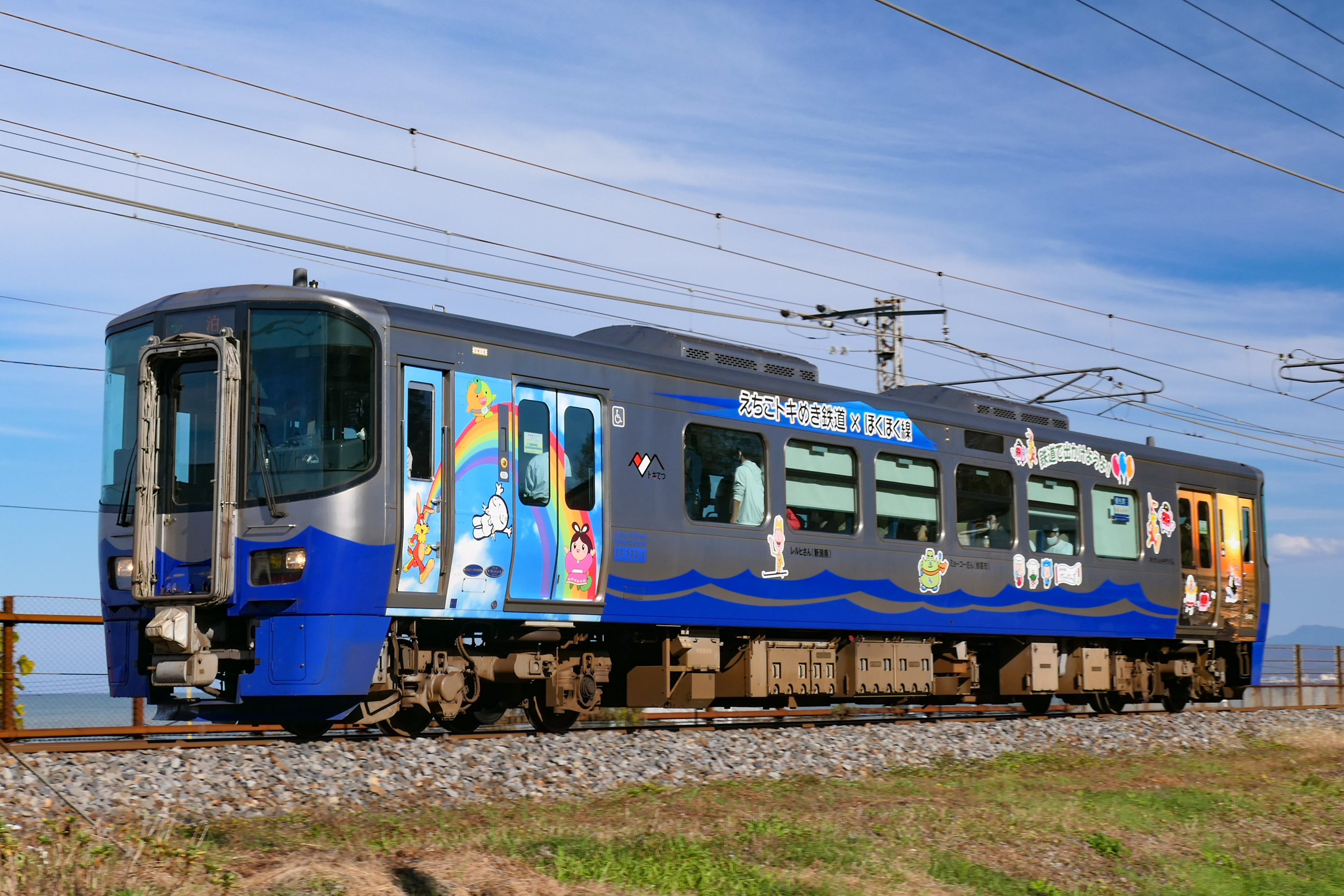
ET122형 동차
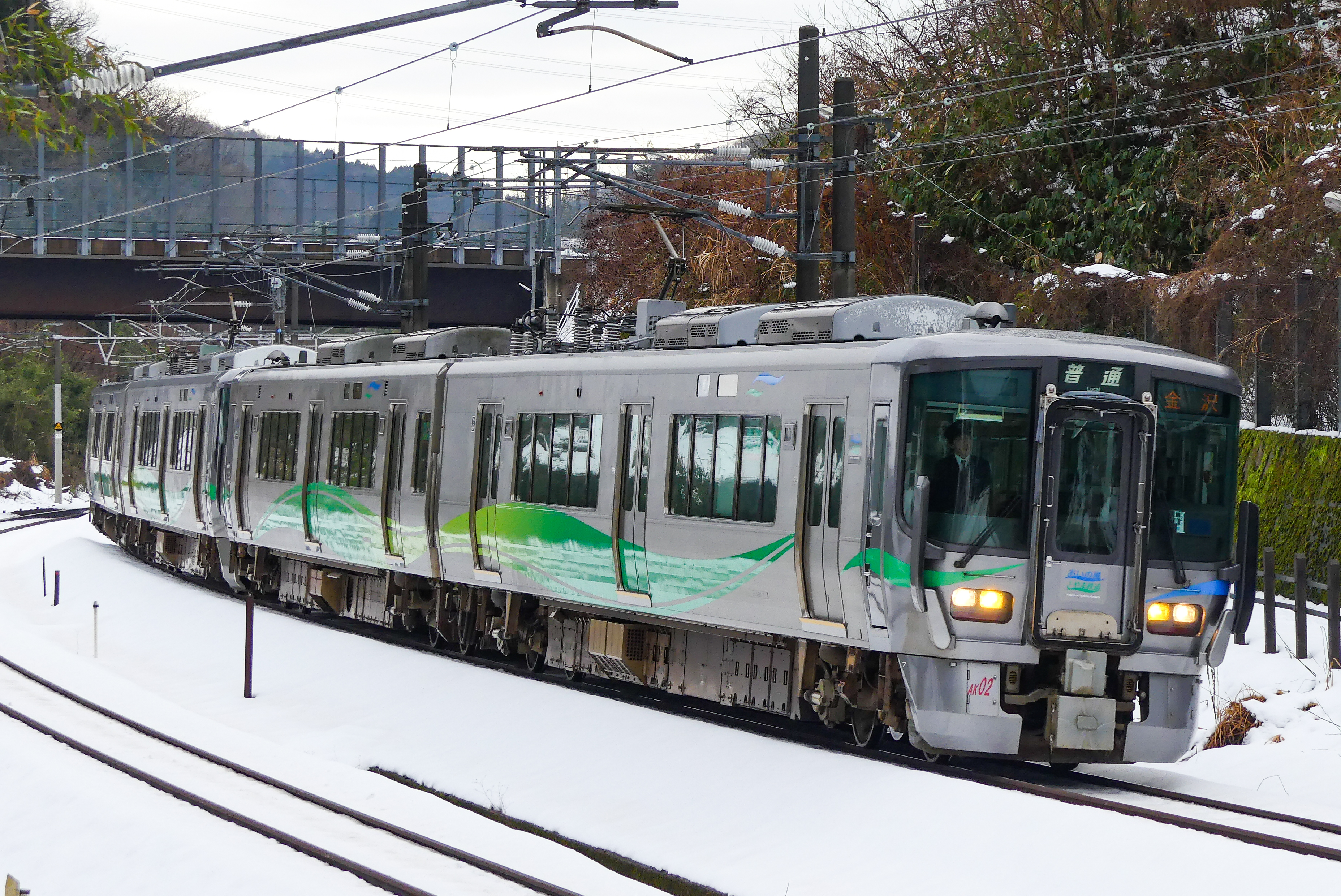
아이노카제토야마 철도 521계 전동차

### 운행이 종료된 파량
- JR동일본 485계 전동차(이토이가와 ~ 나오에쓰, 쾌속 열차로 운행됨, 2017년 3월 3일 운행 종료)
- 아이노카제토야마 철도 413계 전동차(이치부리 ~ 이토이가와, 2018년 3월 16일 운행 종료)

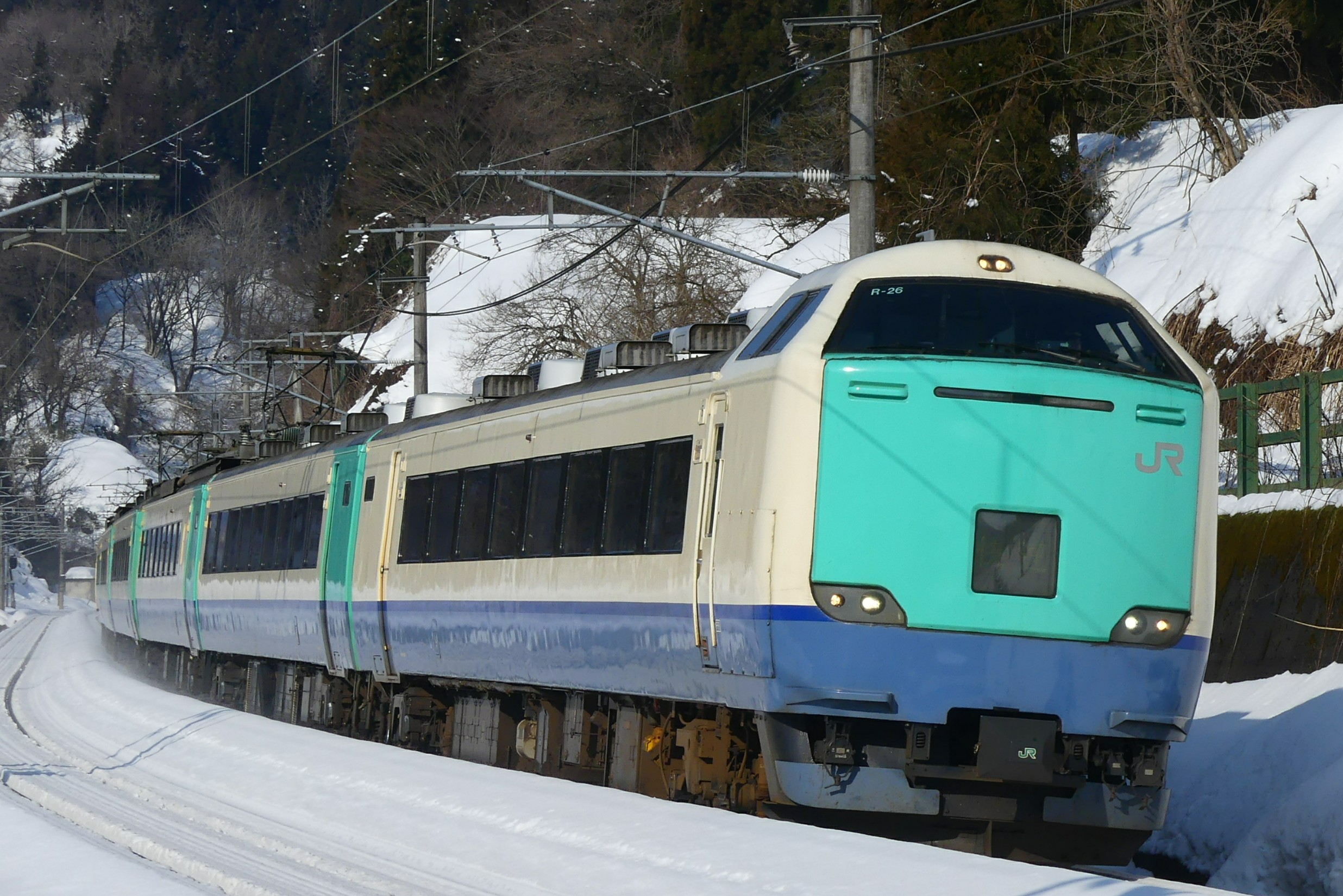
JR동일본 485계 전동차
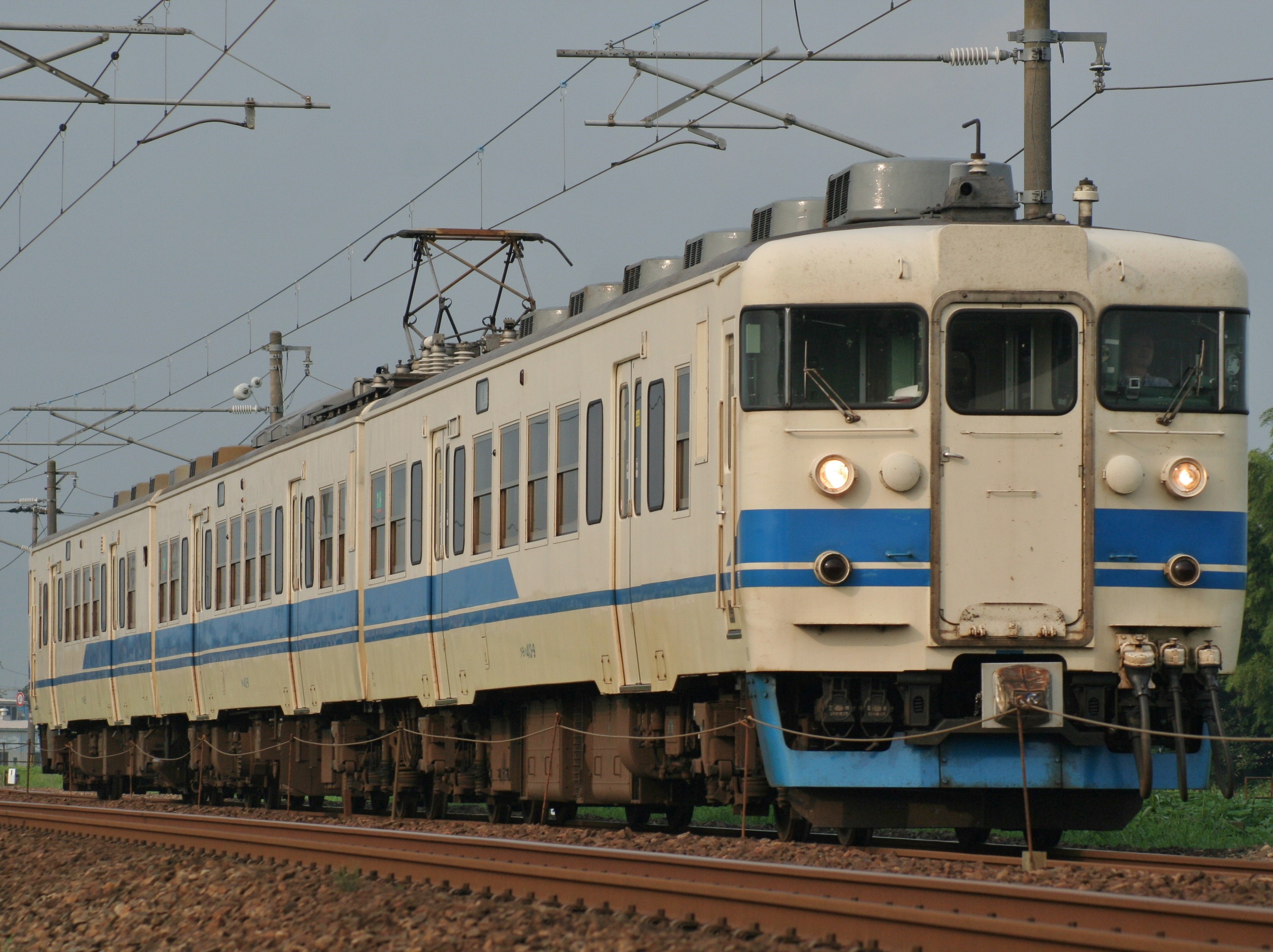
아이노카제토야마 철도 413계 전동차

## 역 목록
| 전철화        | 역 이름                    | 일본어 이름          | 역간 거리 (km) | 이치부리 기점 (km) | 마이바라 기점 (km) | 쾌속 | 접속 노선                                                 | 소재지   | 소재지                                                          |
| ------------- | -------------------------- | -------------------- | -------------- | ------------------ | ------------------ | ---- | --------------------------------------------------------- | -------- | --------------------------------------------------------------- |
| 교류로 전철화 | 이치부리                   | 市振                 | -              | 0.0                | 294.5              | ●    | 아이노카제토야마 철도 아이노카제토야마 철도선 (직결 운행) | 니가타현 | 이토이가와시                                                    |
| 교류로 전철화 | 오야시라즈                 | 親不知               | 8.6            | 8.6                | 303.1              | ●    |                                                           | 니가타현 | 이토이가와시                                                    |
| 교류로 전철화 | 오미                       | 青海                 | 5.3            | 13.9               | 308.4              | ●    |                                                           | 니가타현 | 이토이가와시                                                    |
| 교류로 전철화 | 이토이가와                 | 糸魚川               | 6.6            | 20.5               | 315.0              | ●    | 서일본 여객철도 호쿠리쿠 신칸센 서일본 여객철도 오이토 선 | 니가타현 | 이토이가와시                                                    |
| 교류로 전철화 | 에치고오시아게히스이카이간 | えちご押上ひすい海岸 | 1.6            | 22.1               | 316.6              |      |                                                           | 니가타현 | 이토이가와시                                                    |
| 직류로 전철화 | 가지야시키                 | 梶屋敷               | 2.7            | 24.8               | 319.3              | ｜   |                                                           | 니가타현 | 이토이가와시                                                    |
| 직류로 전철화 | 우라모토                   | 浦本                 | 3.5            | 28.3               | 322.8              | ｜   |                                                           | 니가타현 | 이토이가와시                                                    |
| 직류로 전철화 | 노                         | 能生                 | 5.1            | 33.4               | 327.9              | ●    |                                                           | 니가타현 | 이토이가와시                                                    |
| 직류로 전철화 | 쓰쓰이시                   | 筒石                 | 7.5            | 40.9               | 335.4              | ｜   |                                                           | 니가타현 | 이토이가와시                                                    |
| 직류로 전철화 | 나다치                     | 名立                 | 4.2            | 45.1               | 339.6              | ●    | 조에쓰시                                                  | 니가타현 |                                                                 |
| 직류로 전철화 | 아리마가와                 | 有間川               | 4.2            | 49.3               | 343.8              | ｜   | 조에쓰시                                                  | 니가타현 |                                                                 |
| 직류로 전철화 | 다니하마                   | 谷浜                 | 3.4            | 52.7               | 347.2              | ｜   | 조에쓰시                                                  | 니가타현 |                                                                 |
| 직류로 전철화 | 나오에쓰                   | 直江津               | 6.6            | 59.3               | 353.8              | ●    | 조에쓰시                                                  | 니가타현 | 묘코 하네우마 라인 동일본 여객철도 신에쓰 본선 (직결 운행 있음) |